# Parker (Colorado)
Parker ist eine Stadt im Douglas County im Bundesstaat Colorado der Vereinigten Staaten mit 58.512 Einwohnern (Stand: 2020). Die Fläche der Stadt beträgt 37,8 km².

## Persönlichkeiten
- Derrick White (* 1994), Basketballspieler
- Felix Fox (* 1999), Pornodarsteller
- Hannah Ammerman (* 2000), Volleyballspielerin
- Kira Thomsen (* 2001), Volleyballspielerin